# La Rochefoucauld-en-Angoumois
La Rochefoucauld-en-Angoumois es una comuna nueva francesa situada en el departamento de Charente, de la región de Nueva Aquitania.

## Historia
Fue creada el 1 de enero de 2019, en aplicación de una resolución del prefecto de Charente de 28 de septiembre de 2018 con la unión de las comunas de La Rochefoucauld y Saint-Projet-Saint-Constant, pasando a estar el ayuntamiento en la antigua comuna de La Rochefoucauld.

## Demografía
Según los datos aportados en la resolución del prefecto de Charente, la comuna se crea con 4196 habitantes.

## Composición
| Comuna fusionada            | Código INSEE | Población (2016) | Superficie (km²) | Densidad (hab./km²) |
| --------------------------- | ------------ | ---------------- | ---------------- | ------------------- |
| La Rochefoucauld            | 16281        | 2932             | 7.21             | 407                 |
| Saint-Projet-Saint-Constant | 16344        | 1071             | 16.94            | 63                  |